# Diploma andreană

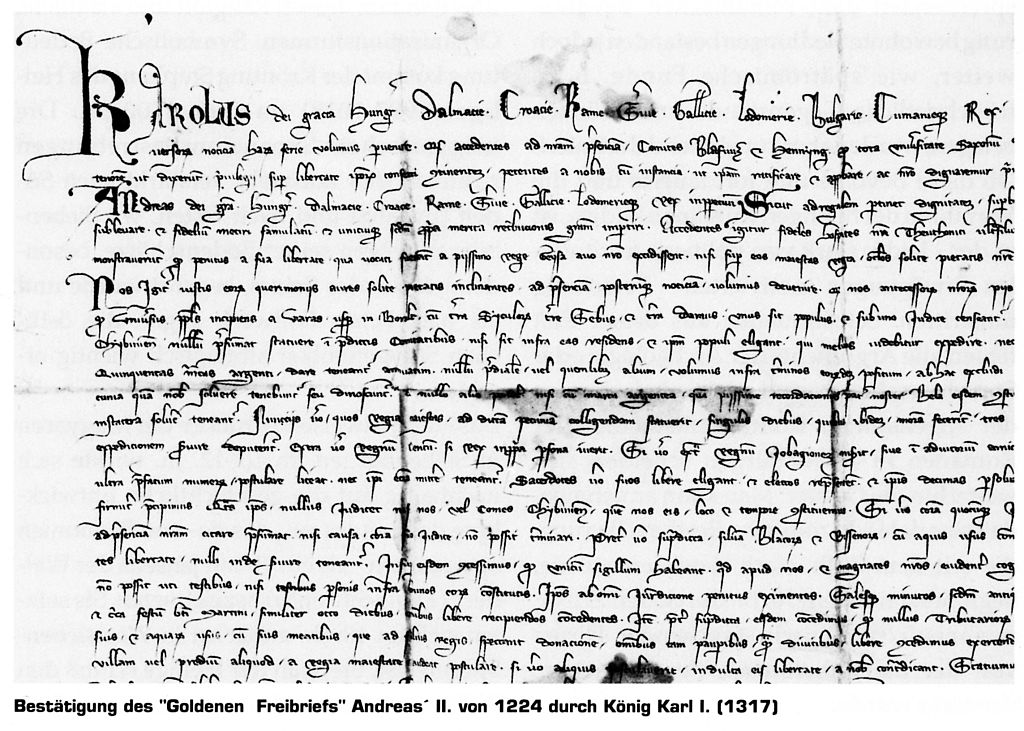
Actul de confirmare a Diplomei andreane emis de regele Carol Robert de Anjou al Ungariei în 1317

Diploma andreană (în latină Diploma Andreanum, în germană Goldener Freibrief, Andreanischer Freibrief, Privilegium Andreanum sau Das Andreanum respectiv Der Goldene(n) Freibrief der Siebenbürger Sachsen), i.e. carta/bula/hrisovul de aur al sașilor transilvăneni, a fost un document de concesiune (mai precis o diplomă privilegială, un document medieval cunoscut și ca „privilegiul andrean”), emis în anul 1224 de regele Andrei al II-lea al Ungariei, prin care reconfirma coloniștilor medievali vest europeni sosiți în Evul Mediu Clasic în Transilvania, mai exact începând cu domnia regelui Géza al II-lea al Ungariei, coloniști cunoscuți colectiv drept sași (în germană Siebenbürger Sachsen; cei mai mulți dintre aceștia fiind germani sau luxemburghezi, alții fiind, după caz, valoni sau flamanzi) o serie de privilegii, care au fost menținute pe tot parcursul Evului Mediu, unele care au fost păstrate în folosință chiar până în anul 1876. Acest document medieval este perceput, de asemenea, ca o constituție a sașilor.
În 1486 diploma a fost confirmată de regele Ungariei, Matia Corvin, pentru toată Universitatea Săsească (în germană Sächsische Nationsuniversität). Documentul original nu s-a păstrat, ci doar ca parte a reconfirmării din 1317 a Diplomei andreane de către regele Carol Robert de Anjou al Ungariei. Actul în limba latină, pe pergament cu pecete atașată (unul din cele mai vechi documente istorice ale Transilvaniei), este păstrat în Arhivele Naționale ale județului Sibiu (în germană Kreis Hermannstadt). Documentul este denumit „Bula de aur” deoarece pecetea sa era din aur (ca și în cazul Bulei de Aur (Chrysobullos) din fostul Imperiu Bizantin sau Imperiul Roman de Răsărit).
Privilegiile asigurate prin acest document s-au referit inițial strict la provincia Sibiului (în germană Hauptstuhl Hermannstadt) ulterior aplicându-se și altor zone locuite de sași, conform lui Thomas Nägler (1981), unindu-i astfel sub aspect juridic pe toți sașii. Astfel, privilegiile acordate acestei provincii și locuitorilor ei au devenit punctul de plecare al unității juridice săsești, care s-a numit, mai târziu, Pământul crăiesc (în latină Fundus Regius, în germană Königsboden). Aceste drepturi, privilegii sau libertăți au rămas în vigoare timp de 650 de ani având ca efect o evoluție ce a asigurat supraviețuirea și continuitatea existenței populației săsești timp de 800 de ani.

## Textul diplomei
Textul diplomei începe astfel:
Venind așadar toți credincioșii noștri oaspeți teutoni din Transilvania și căzînd cu umilință la picioarele majestății noastre și plângându-se ne-au arătat că ar fi căzut cu totul din libertatea cu care au fost chemați de prea-evlaviosul rege Géza, bunicul nostru și dacă majestatea noastră regală nu deschide spre dânșii ochii cu obișnuita sa bunătate, aflîndu-se cu totul săraci, nu ar putea face majestății regale nici o slujbă. Așadar noi, plecându-ne urechile cu obișnuita bunătate spre plângerile lor drepte, vrem să se facă cunoscut celor de față și celor viitori că noi, călcând pe cucernicele urme ale înaintașilor noștri și mișcați fiind din adâncul inimii, le- am înnoit libertatea de mai înainte. Însă în așa fel ca tot poporul (…) să fie un popor și să se socotească sub un jude, desființându-se din rădăcină toate comitatele, afară de cel de Sibiu. Iar comitele Sibiului, oricine va fi, să nu cuteze a orândui dregător în sus-zisele comitate, decât numai dintre cei ce locuiesc între dânșii; și poporul să-l aleagă pe acela care va putea mai potrivit. (...) Iar pentru folosul cămării noastre să fie datori a plăti pe an cinci sute de mărci de argint. Vrem ca nici un stăpân predial sau oricine altul, care se află între hotarele lor, să nu fie scutit de această dare, afară de cei care se vor bucura de un privilegiu deosebit pentru aceasta. (…) Vor trimite cinci sute de ostași în expedițiile regale în cuprinsul granițelor regatului și peste graniță o sută, dacă regele va merge în persoană; iar dacă el va trimite pe un iobag al său în afara regatului, sau spre ajutorul unui prieten al său, sau în treburile sale proprii, ei vor fi datori a-i trimite numai cincizeci de ostași. Nici regele nu va putea să ceară mai mulți, nici ei nu vor fi datori a trimite. Pe preoții lor să și-i aleagă liber, pe cei aleși să-i înfățișeze spre întărire și să le plătească dijmele și în toate drepturile bisericești să răspundă față de ei după vechiul obicei. Voim și poruncim cu tărie, ca pe dânșii să nu-i judece nimeni, decât noi sau comitele de Sibiu, pe care îl vom așeza noi la locul și la timpul său. Dar sub orice jude se vor afla, să fie judecați numai după dreptul obișnuielnic și nimeni să nu cuteze a-i chema înaintea noastră, afară de atunci când pricina lor nu s-a putea hotărî în fața judelui lor. Iar afară de cele mai sus zise, le-am dat pădurea vlahilor și a pecenegilor („silva blacorum et bissenorum”), dimpreună cu apele, ca să le folosească împreună cu sus-numiții Blaci și pecenegi și să nu fie datori a face nici o slujbă pentru aceasta, bucurându-se de mai sus zisa libertate. Apoi le-am mai îngăduit ca să aibă o singură pecete, care să fie cunoscută de noi și de magnații noștri în chip lămurit. Iar dacă vreunul dintre dânșii ar vrea să se judece cu cineva în vreo pricină bănească, să nu poată întrebuința alți martori înanintea judelui, decât oameni care se află între hotarele lor, noi scutindu-i pe ei de orice jurisdicție străină. (…) Tot așa le dăm dreptul, afară de cele mai sus zise, ca nici un vameș să nu cuteze a-i împiedica nici la dus, nici la întors (…) Voim însă și poruncim cu puterea noastră regală ca nimeni dintre iobagii noștri să nu cuteze a cere de la majestatea regală vreun sat sau vreun prediu; iar dacă ar cere cineva, ei să se poată împotrivi în temeiul libertății ce le-am hărăzit-o. Am mai poruncit pomeniților noștri credincioși că, dacă se va întîmpla ca să venim noi în expediție la dânșii, ei să fie datori a da numai trei găzduiri pentru noi, iar dacă se va trimite, în treburile regelui, voievodul la dânșii sau prin țara lor, să nu lipsească a da două găzduiri, una când va intra și alta când va ieși. Mai adăugăm la sus numitele drepturi, ca negustorii lor să poată merge și să se poată întoarce liberi și fără vamă oriunde în regatul nostru, folosindu-se cu adevărat de dreptul lor, în fața majestății regale.

## Denumiri alternative
Andreanum, Privilegiul Andreanum, Diploma Andreanum, Hrisovul de aur, Bula de aur a regelui Andrei al II-lea, sau Bula de aur a sașilor.